# 振り向いた悪魔
『振り向いた悪魔』（ふりむいたあくま）は、赤川次郎による日本の推理小説。悪魔シリーズの第10作で、漫画雑誌『サスペリアミステリー』（秋田書店）にて2010年3月号から2012年1月号まで連載された。

## あらすじ
栄養失調により、駅で倒れた根本弥生。夫が5年前に冤罪で逮捕され、娘のなごみと共に路頭に迷ってしまった。一命を取りとめるが、夫が復讐のため、元警察官の左古とアナウンサーの郡岐江を殺害すると、予告していることを知る。

## 登場人物
矢吹 由利子
花園学園高校2年生。面倒見がよい親分肌な性格。
桑田 旭子
花園学園高校2年生。役者を目指している。
弘野 香子
花園学園高校2年生。資産家令嬢。
根本 弥生
弘之の妻でなごみの母親。栄養失調により、倒れたところを香子と由利子に助けられる。
根本 弘之
弥生の夫。殺人事件の冤罪で逮捕された過去がある。
根本 なごみ
弥生と弘之の子で、弘之が逮捕されて不登校になった。16歳。
有川 恭子
弥生の同級生であり、弥生の主治医。
郡 岐江
テレビ局のアナウンサー。34歳。
土田 浩介
岐江の上司。50歳。
酒井 久生
岐江の2年後輩のアナウンサー。
永原 アリサ
岐江の従妹。17歳。
左古 修治
N新聞の記者。5年前に殺人事件が発生した際に、根本一家をしつこく取材していた。
秋山
元警察官で、民間の警備会社に勤めている。